# Tagulaparadijskraai
De tagulaparadijskraai (Manucodia alter) is een zangvogel uit de familie Paradisaeidae (paradijsvogels). De vogel werd in 1903 beschreven door  Lionel Walter Rothschild en Ernst Hartert als ondersoort van de glansparadijskraai (M. ater). Op grond van in 2017 gepubliceerd onderzoek kreeg dit taxon de status van soort.

## Verspreiding en leefgebied
Deze soort is endemisch op het eiland Sudest (oude naam Tagula) in de Louisiaden ten zuidoosten van Nieuw-Guinea.

## Status
De tagulaparadijskraai komt niet als aparte soort voor op de lijst van het IUCN, maar is daar (nog) een ondersoort van de glansparadijskraai (Manicodia ater).